# Naturschutzgebiet Storkower Kanal
Das Naturschutzgebiet Storkower Kanal ist ein 96,18 Hektar großes Naturschutz- und FFH-Gebiet im Natura 2000 Verbund in den Brandenburger Landkreisen Oder-Spree und Dahme-Spreewald.
Es befindet sich im Naturpark Dahme-Heideseen südlich und nördlich des namengebenden Storkower Kanals und des in den Kanal mündenden Stahnsdorfer Fließes. Schutzzweck ist insbesondere die Bewahrung wild lebender Pflanzengesellschaften wie Hochstaudenfluren und Krebsscherenfluren, Bruchwaldgesellschaften und Tierarten in der vermoorten Niederung zwischen dem Stahnsdorfer und Wolziger See.

## Lage und Naturraum
Das Schutzgebiet liegt auf den Gemarkungen der beiden Storkower Ortsteile Alt Stahnsdorf und Kummersdorf sowie des Ortsteils Wolzig der Gemeinde Heidesee. Es befindet sich südlich des von der Spree durchflossenen Berliner Urstromtals und westlich der Storkower Platte im Ostbrandenburgischen Heide- und Seengebiet, das in den Naturräumlichen Haupteinheiten Deutschlands als Nr. 82 geführt wird. Die zahlreichen Seen des Gebiets sind ein Relikt des Brandenburger Stadiums (24.000 bis 22.000) der Weichsel-Eiszeit. Das Gebiet erstreckt sich in einem schmalen Streifen von Nordost nach Südwest nahezu entlang des gesamten Stahnsdorfer Fließes und entlang des westlichen Teils des Storkower Kanals. Beide Gewässersysteme haben je rund die Hälfte Flächenanteil.

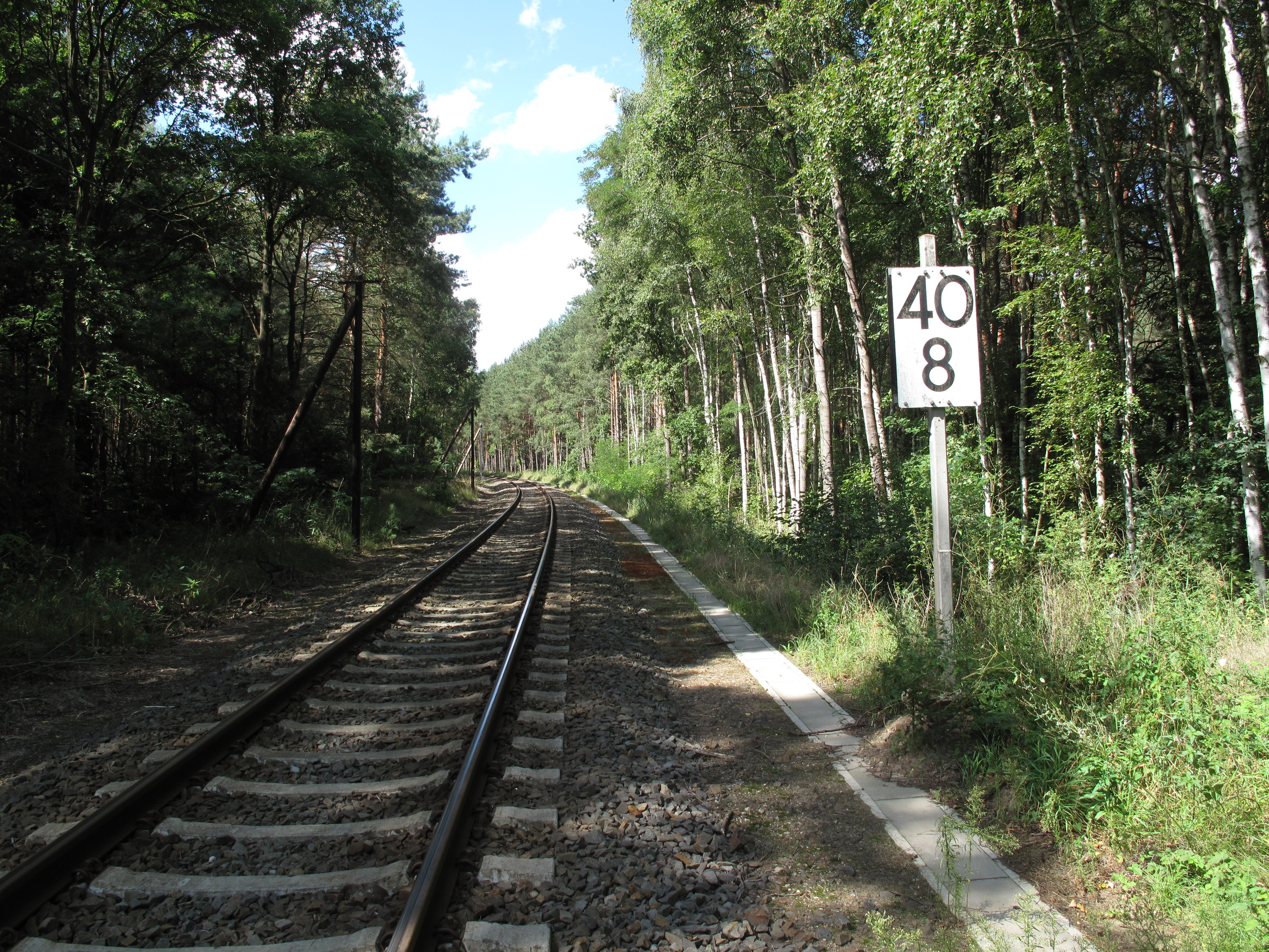
Trasse der Bahnstrecke Königs Wusterhausen–Grunow

- Das Stahnsdorfer Fließ bildet den Abfluss des Stahnsdorfer Sees. Das Schutzgebiet beginnt kurz hinter dem See-Austritt des Fließes an der Kreisstraße K 6748 nach Kummersdorf beziehungsweise an der dort befindlichen historischen Wassermühle, die in der Liste der Storkower Baudenkmale eingetragen ist. Das Gebiet begleitet das Fließ bis zu seiner Mündung in den Storkower Kanal nördlich von Kummersdorf.
- Der Storkower Kanal tritt von Südost in das Schutzgebiet ein. Auch dieses Gewässer begleitet die Schutzzone in einem engen, rund 500 Meter breiten Streifen bis kurz vor dessen Mündung in den Wolziger See. Der Kanal ist Teil der 33,44 Kilometer langen Bundeswasserstraße Storkower Gewässer (SkG), die die umliegenden Seen und Fließe vom Scharmützelsee ausgehend über die Dahme zur Spree entwässert. Der Kanal ging aus dem 1732 angelegten Storkower Flößerkanal hervor, der unter der Regierung Friedrichs II. in der Mitte des 18. Jahrhunderts zum Kanal ausgebaut wurde. Über Jahrhunderte insbesondere zur Versorgung Berlins mit Bauholz genutzt, liegt seine heutige verkehrswirtschaftliche Bedeutung weitgehend im Bereich der Freizeit- und Tourismusindustrie. In der Regel wird er nur noch von Fahrgastschiffen, Sportbooten und zum Wasserwandern genutzt.[3]

Als einzige weitere Verkehrsader quert die eingleisige Bahnstrecke Königs Wusterhausen–Grunow das Schutzgebiet von Südost nach Nordwest und überbrückt kurz nach dem Bedarfshaltepunkt Kummersdorf das Stahnsdorfer Fließ.

## Naturschutz, Flora und Fauna

### Natura-2000- und FFH-Gebiet
Das NSG Storkower Kanal ist Teil des kohärenten europäischen ökologischen Netzes besonderer Schutzgebiete Natura 2000. Der Steckbrief des Bundesamtes für Naturschutz (BfN) enthält für das 96,18 Hektar umfassende FFH-Gebiet unter der Nummer 3749-306 folgende Charakterisierung:

„Fließgewässerverlandungskomplex mit ausgedehnten begleitenden Erlen-Moor- und Bruchwäldern, Hochstaudenfluren, wertvollen Kleingewässern mit Krebsscherenfluren und angrenzenden Feuchtwiesen.“

Die Verordnung über das Naturschutzgebiet „Storkower Kanal“ vom 24. Mai 2004 (die Veröffentlichung der Verordnung und damit ihr Inkrafttreten erfolgte am 15. Juni 2004 im Gesetz- und Verordnungsblatt für das Land Brandenburg) stellt unter § 3 Absatz 5 als Schutzzweck unter anderem die Erhaltung und Entwicklung des Gebietes als wesentlichen Teil des überregionalen Biotopverbundes zwischen den Dahmegewässern und dem Spreewald heraus.

### Pflanzen und Pflanzengemeinschaften

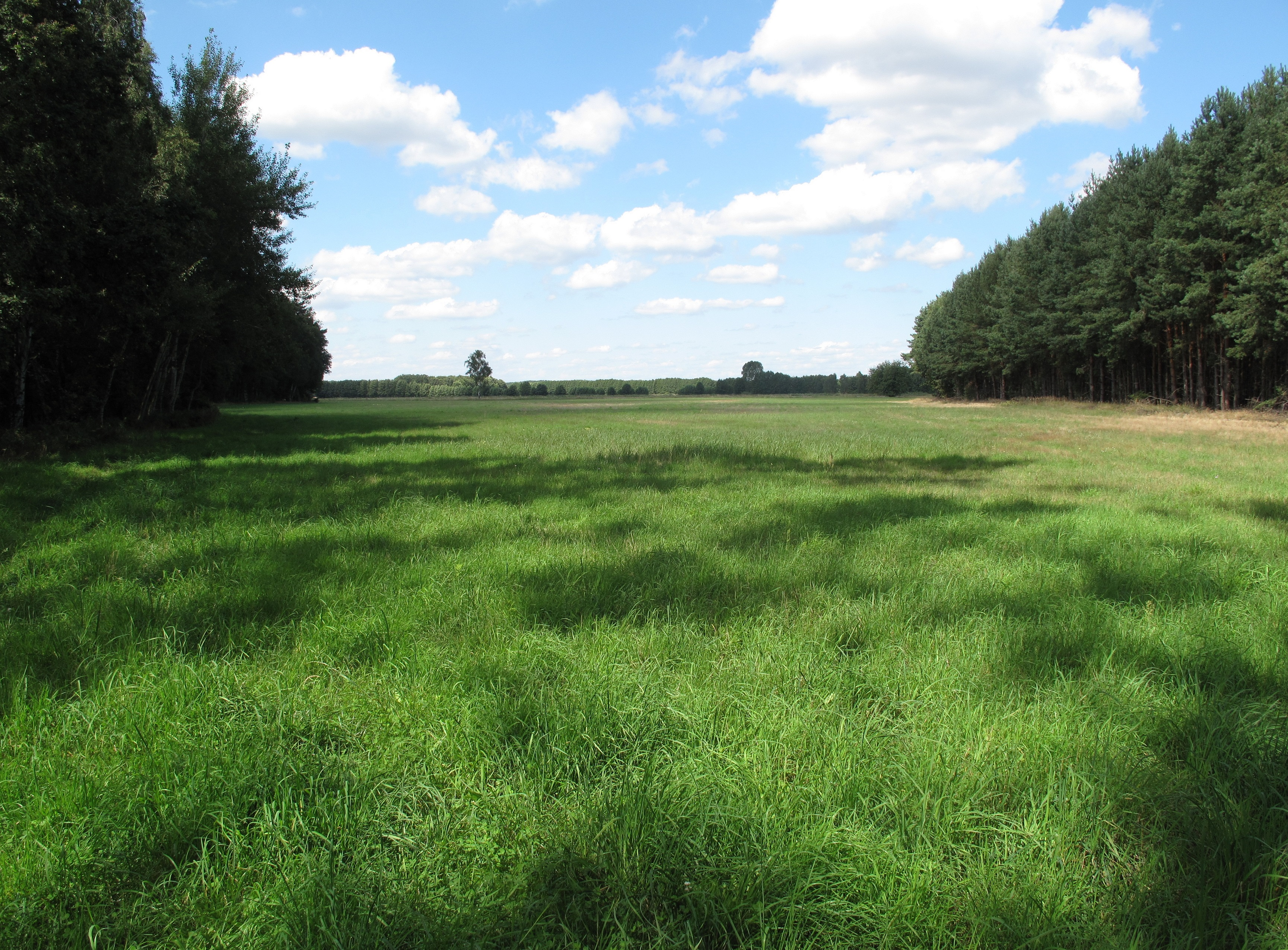
Weidelgras-Wiese

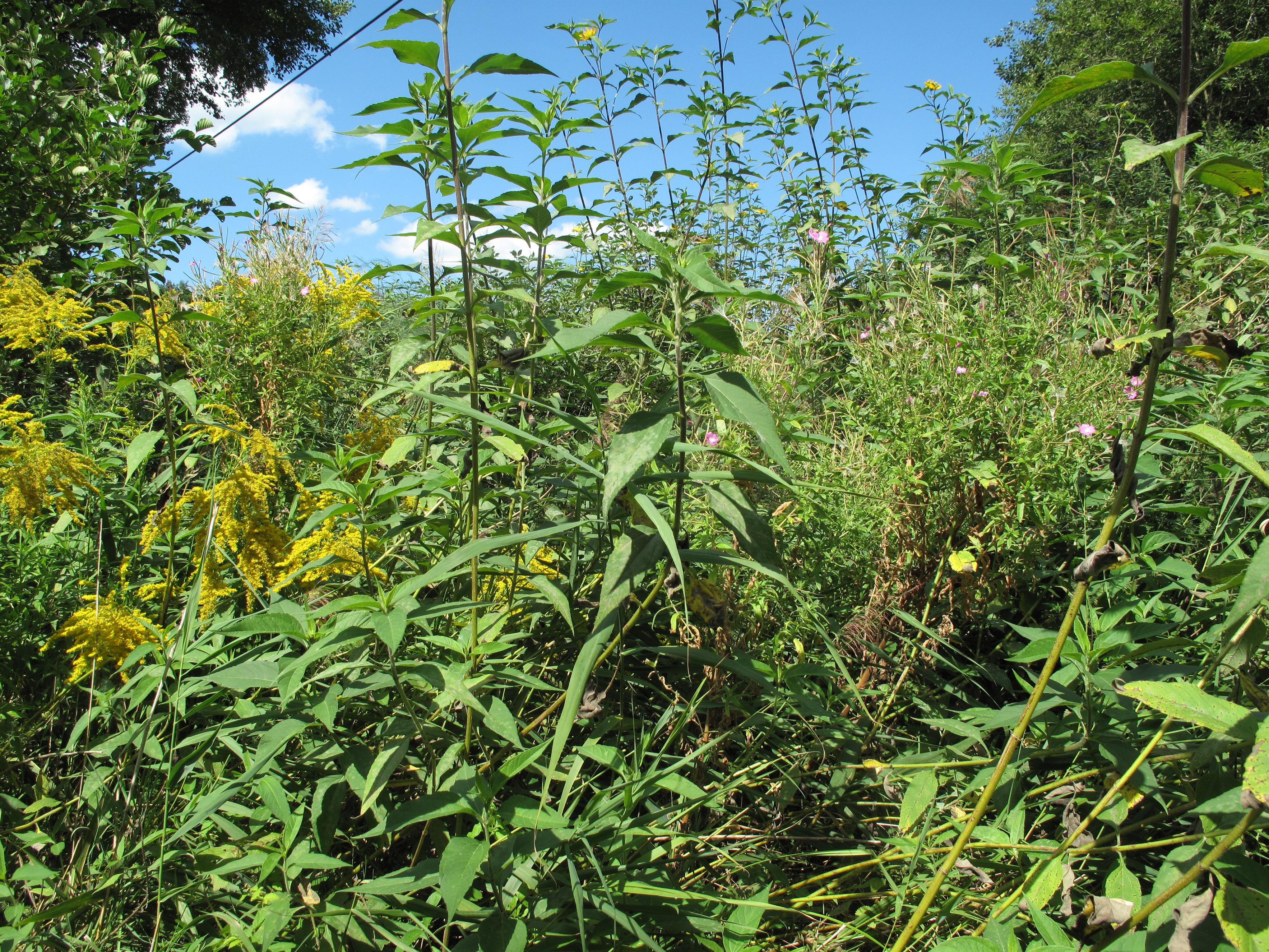
Hochstauden

Unter den Lebensraumtypen listet der FFH-Steckbrief folgende Pflanzen- beziehungsweise Waldgesellschaften auf: Feuchte Hochstaudenfluren (Natura 2000-Code 6430'), Magere Flachland-Mähwiesen (6510; Alopecurus pratensis, Sanguisorba officinalis), Erlen-Eschen- und Weichholzauenwälder (91E0; mit Alnus glutinosa und Fraxinus excelsior (Alno-Padion, Alnion incanae, Salicion albae)) und Fließgewässer mit flutender Wasservegetation (3260; mit Ranunculion fluitantis und Callitricho-Batrachion). Die Verordnung des Landes betont die Unterschutzstellung der gut ausgebildeten Uferpflanzengesellschaften insbesondere des Stahnsdorfer Fließes, darunter die verschiedenen die Talaue besiedelnden Bruchwaldgesellschaften, die Eichenwälder der bodensaurer Standorte, die extensiv genutzten Feuchtwiesengesellschaften, die Seggenriede und ausgedehnten Röhrichte.
Zu den nach § 10 Abs. 2 Nr. 10 und 11 des Bundesnaturschutzgesetzes besonders und streng geschützten Arten im Gebiet zählen: Wiesen-Schachtelhalm (Equisetum pratense), Acker-Filzkraut (Filago arvense) aus der Pflanzengattung der Filzkräuter, Krebsschere (Stratiotes aloides) – Blume des Jahres im Jahr 1998, Wiesen-Knöterich (Polygonum bistorta), Prachtnelke (Dianthus superbus) und Steifblättriges Knabenkraut (Dactylorhiza incarnata). Hinzu kommen Bestände des Flutenden Wasserhahnenfußes (Ranunculus fluitans), einer als Sauerstoffproduzent und als Laichpflanze ökologisch wichtigen Art. Sie ist als ökologischer Zeigerwert nach Ellenberg als ozeanische Lichtpflanze für mäßigwarme bis warme Unterwasser-Standorte angegeben. Auch die Krebsschere erfüllt eine wichtige ökologische Funktion, da sich die Großlibellenart Grüne Mosaikjungfer bei ihrer Eiablage ganz auf die Wasserpflanze spezialisiert hat und daher an ihr Vorkommen gebunden ist.

### Tiere
Nach Anhang II der Flora-Fauna-Habitat-Richtlinie und der Verordnung des Landes sind einschließlich ihrer für Fortpflanzung, Ernährung, Wanderung und Überwinterung wichtigen Lebensräume besonders geschützt: unter den Säugetieren der Fischotter (Lutra lutra) und unter den Fischen der Rapfen (Aspius aspius) und der Bitterling (Rhodeus sericeus amarus), der Fisch des Jahres 2008.
Der Fischotter, Tier des Jahres 1999 in Deutschland, ist in Brandenburg vom Aussterben bedroht. Der an das Wasserleben angepasste Marder zählt zu den besten Schwimmern unter den Landraubtieren und kann bis zu acht Minuten unter Wasser bleiben. Einen großen Teil seines Beutespektrums stellen Fische dar, wobei er überwiegend kleine Fischarten erbeutet und darunter langsame und geschwächte Tiere. Ihm kommt daher eine Rolle bei der Gesunderhaltung der Fischbestände zu. Die Rapfen aus der Familie der Karpfenfische finden sich in jungen Jahren in kleinen Schulen zusammen, entwickeln sich aber im ausgewachsenen Alter zu Einzelgängern. Für diesen Fisch ist eine Durchgängigkeit der Gewässer überlebenswichtig. Der nach der Roten Liste in Brandenburg gleichfalls stark gefährdete Bitterling findet im sandigen Grund der Gewässer die für seine Fortpflanzung nötigen Muscheln.
Zudem listet die Verordnung des Landes das Gebiet als Lebens- beziehungsweise Rückzugsraum und potenzielles Wiederausbreitungszentrum für folgende wild lebende und besonders und streng geschützte Tierarten: Kranich (Grus grus), Weißstorch (Ciconia ciconia), Eisvogel (Alcedo atthis), Kiebitz (Vanellus vanellus), Baumfalke (Falco subbuteo), Wendehals (Jynx torquilla), Sperbergrasmücke (Sylvia nisoria), Rotrückenwürger (Lanius collurio), Schafstelze (Motacilla flava flava), Silberfleck-Zahnspinner (Spatalia argentina), Schilfbärchen (Pelosia obtusa), Brombeer-Kleinbärchen (Meganola albula) [in der Verordnung angegeben als: „Kleinbär (Roselia albula)“], Große Flussmuschel (Unio tumidus) und Ringelnatter (Natrix natrix). Die zur Familie der Nattern gehörende Schlangenart ist für Menschen vollkommen ungefährlich und spielt in Sagen und Aberglauben eine positive Rolle. Noch heute gilt die Ringelnatter als Schutzpatronin der Bewohner des nahe gelegenen Spreewaldes, zu dessen Kulturgut die Sage vom „Schlangenkönig“ zählt. Die Giebelspitzen alter Spreewaldhäuser zeigen oftmals stilisiert dargestellte gekreuzte Schlangenköpfe, die eine Krone tragen.

## Pflegemaßnahmen
An Pflege- und Entwicklungsmaßnahmen legt die Verordnung in § 6 als Zielvorgabe fest:
- Bruchwald- und Röhrichtbereiche an den Ufern der Gewässer sollen ihrer natürlichen Entwicklung überlassen und von einer Bewirtschaftung freigehalten werden;
- Frisch- und Feuchtwiesen sollen möglichst über Mahd genutzt und gegebenenfalls entbuscht werden;
- der Naturverjüngung soll Vorrang gegenüber Pflanzungen eingeräumt werden.[6]